# Bertrand Lançon
Pour les articles homonymes, voir Lançon.
Bertrand Lançon, né en 1952, au Mans, est un historien et romancier français, spécialiste de l'Antiquité tardive.

## Biographie

### Formation et parcours professionnel
Après une scolarité chez les Jésuites, il fait ses études supérieures à l'Université du Maine, où il découvre l'Antiquité tardive avec Jacques Biarne. Devenu professeur d'Histoire en 1976 dans le secondaire, il entre dans l'enseignement supérieur en 1989 comme attaché temporaire d'enseignement et de recherche à l'Université du Maine.
En 1991, il soutient en Sorbonne sa thèse de doctorat d'Histoire, sous la direction de Charles Pietri, alors directeur de l'École française de Rome : Maladies, malades et thérapeutes en Gaule du IIIe au VIe siècle. Il enseigne l'histoire ancienne à l'Université de Valenciennes et du Hainaut-Cambrésis (Valenciennes, Cambrai) de 1993 à 1996, puis entre 1996 et 2012 à l'Université de Bretagne occidentale, à Brest et à Quimper. Il est depuis 2012 professeur d'Histoire romaine à l'Université de Limoges.
En 2004, il reçoit à Paris X l'Habilitation à diriger des recherches (HDR) en présentant un dossier intitulé : Corps souffrants, ville prise, histoire inquiète. Anxiétés et espérances romaines dans l'Antiquité tardive (IVe – VIe siècle), parrainé par Hervé Inglebert.
Il tient annuellement à l'Université de Limoges un séminaire de recherche Antiquité tardive/haut Moyen Âge. Il co-dirige, depuis 2017, la collection Homo Historicus aux éditions Arkhê. Il est actuellement professeur émérite d'Histoire romaine à l'Université de Limoges.

## Publications universitaires
À la demande de François Hartog et de John Scheid, il rédige son premier livre, Le monde romain tardif en 1992. Avec cet ouvrage et les suivants, il reprend le "combat" initié par Henri-Irénée Marrou contre les idées reçues sur la soi-disant « décadence » de l'Empire romain. Il conjugue ensuite la rédaction de manuels pour les étudiants et d'articles consacrés à la maladie et à la guérison dans le monde romain, comme à divers aspects mentaux et culturels de la société romaine tardive. Son champ d'investigation est celui des mentalités, des comportements, de la culture et de la religiosité dans une société romaine en phase de christianisation.
Dans le cadre de ces recherches, il conçoit le néologisme de « nosomonde » pour désigner la perception du monde par les chrétiens — passablement stoïciens en l'occurrence — de l'Antiquité tardive comme intrinsèquement malade.
En 1995, il publie Rome dans l'Antiquité tardive qui se veut une suite du livre célèbre de Jérôme Carcopino.
Il se consacre aussi à l'étude de certains empereurs du IVe siècle comme Constantin (dans la collection « Que sais-je ? »), ou Théodose (379-395).
Avec Benoît Jeanjean, Bertrand Lançon est à l'origine de la traduction française de la Chronique de saint Jérôme, première partie des Chroniques latines de l'Antiquité tardive et du haut Moyen Âge dont la traduction et le commentaire sont assurés par le groupe d'étude créé à Brest en 1998 avec Hervé Oudart, le Gestiat (Groupe d'études sur les sources textuelles et iconographiques de l'Antiquité tardive), suivi en 2013/2014 par le tome 2 de ces chroniques, celles de Marcellinus d'Illyricum (379-534).
Du 31 mai 2007 au 2 juin 2007, il réunit à Brest un colloque international sur Le sens du poil : histoire et anthropologie de la chevelure et de la pilosité, qui a suscité l'intérêt de chercheurs de plusieurs disciplines. Les actes de ce colloque, réunis par Marie-Hélène Delavaud-Roux, ont été publiés par L'Harmattan en 2011.
En collaboration avec Tiphaine Moreau, il publie Les premiers chrétiens  (Collection des Idées Reçues du Cavalier Bleu), ainsi qu'une nouvelle biographie de Constantin (2012) : Constantin, Auguste chrétien (Armand Colin).
Il  a publié avec Adeline Gargam, spécialiste de la littérature française du XVIIIe siècle, un  livre sur L'histoire de la misogynie (Arkhè, 2013). Son ouvrage le plus récent est La Chute de l'Empire Romain, une Histoire Sans Fin, paru aux éditions Perrin en 2017. Plusieurs de ses livres sont traduits en anglais, italien, portugais, roumain, espagnol et japonais.
En 2023, il se porte candidat à l'Académie française.

## Romans
En 2006, Bertrand Lançon commence également la publication d'une série de romans noirs intitulée Les Enquêtes de Festus, dont le personnage principal est un enquêteur romain de la génération de saint Augustin. Les deux premiers tomes, Le Complot des Parthiques et Le Prix des chiens, sont suivis en 2007 d'un troisième, Le rire des Luperques. Il se dit lui-même auteur de « romains policiers », se déroulant dans une ère de « polar pré-industriel » où la christianisation et l'immigration « barbare » créent une ébullition sociale et culturelle propre à l'Antiquité tardive. Espacées de plusieurs années, les enquêtes permettent de confronter un personnage prenant de l'âge aux événements majeurs de son temps, ainsi qu'aux déplacements dans les différentes contrées du vaste Empire.

## Divers
Par ailleurs, alors qu'il étudie le luth avec Xavier Cauhépé, il donne la première traduction française du Traité de luth de Vincenzo Capirola (Venise, 1506) dans Tablatures (revue de la Société française de luth). Il fonde également l'association Lucs & Guiternes, qui organise des stages et des concerts de luth dans l'Ouest de la France pendant les années 1980.

## Principales publications
- Le monde romain tardif  (IIIe – VIIe siècle après J.-C.), Paris, Armand Colin, coll. « Cursus / Histoire », 1992, 191 p. (ISBN 2-200-21235-6)[11]
- Rome dans l'Antiquité tardive (312-604 après J.-C.), Paris, Hachette, coll. « La vie quotidienne : civilisations et sociétés », 1995, 252 p. (ISBN 2-01-235115-8).
- L'État romain, Paris, Nathan, 1996[12].
- L'Antiquité tardive, Paris, PUF, coll. « Que sais-je ? », 1997.
- Constantin (306-337), Paris, PUF, coll. « Que sais-je ? », 1998, 127 p. (ISBN 2-13-049656-3)
- L'Empire romain de 192 à 325 : Du Haut-Empire à l'Antiquité tardive, (avec Christian Bonnet), Paris, Ophrys Éditions, 2000.
- Saint Jérôme, Chronique, (avec Benoît Jeanjean) [sous la dir. de], Rennes, Presses universitaires de Rennes, 2004.
- Les Romains, Paris, Éditions du Cavalier Bleu, coll. « Idées reçues », 2005.
- L'Égypte hellénistique et romaine, (avec Christian-Georges Schwentzel), Paris, Armand Colin, 2005.
- L'État romain. Quatorze siècles de modèles politiques, Paris, Armand Colin, 2008.
- Les premiers chrétiens, Paris, Éditions du Cavalier Bleu, coll. « Idées reçues », 2009, 127 p. (ISBN 978-2-84670-281-2)
- Histoire et anthropologie du poil et de la pilosité. Le sens du poil, (éd. avec Marie-Hélène Delavaud-Roux), Paris, L'Harmattan, 2011.
- Constantin. Un Auguste chrétien, (avec Tiphaine Moreau), Paris, Armand Colin, 2012.
- Histoire de la misogynie, (avec Adeline Gargam), Paris, Arkhê, 2013.
- Théodose, Paris, Perrin, 2014[13].
- La chute de l'empire romain : une histoire sans fin, Paris, Perrin, 2017[14].
- Poil et pouvoir. L'autorité au fil du rasoir, Paris, Arkhê, 2019.
- Quand la France commence-t-elle ?, Paris, Perrin, 2021[15]